# Ozren Bonačić
Ozren Bonačić (Zagabria, 5 gennaio 1942) è un allenatore di pallanuoto ed ex pallanuotista jugoslavo, vincitore di una medaglia d'oro a Città del Messico 1968 ed una d'argento a Tokyo 1964.

## Carriera

### Allenatore
Nel 2000 prende contemporaneamente le redini del Triglav Kranj e della nazionale slovena firmando un contratto annuale. 
Nel marzo 2008 sostituisce Milorad Damjanić sulla panchina del Mladost.

## Palmarès

### Giocatore

#### Trofei nazionali
- Campionato jugoslavo: 4

Mladost: 1962, 1967, 1969, 1971

#### Trofei internazionali
- Coppa dei Campioni: 5

Partizan: 1963-64
Mladost: 1967-68, 1968-69, 1969-70, 1971-72
- Coppa delle Coppe: 1

Mladost: 1976
- Supercoppa LEN: 1

Mladost: 1976

### Allenatore

#### Trofei nazionali
- Campionato croato: 5

Mladost: 1996, 1997, 1999, 2003, 2008
- Kup Hrvatske: 2

Mladost: 1998-1999, 2005-2006
- Campionato sloveno: 1

Triglav Kranj: 2000-01

#### Trofei internazionali
- Eurolega: 1

Mladost: 1995-96
- Supercoppa LEN: 1

Mladost: 1996
- Coppa delle Coppe: 1

Mladost: 1999